# Assembleia do Povo Unido

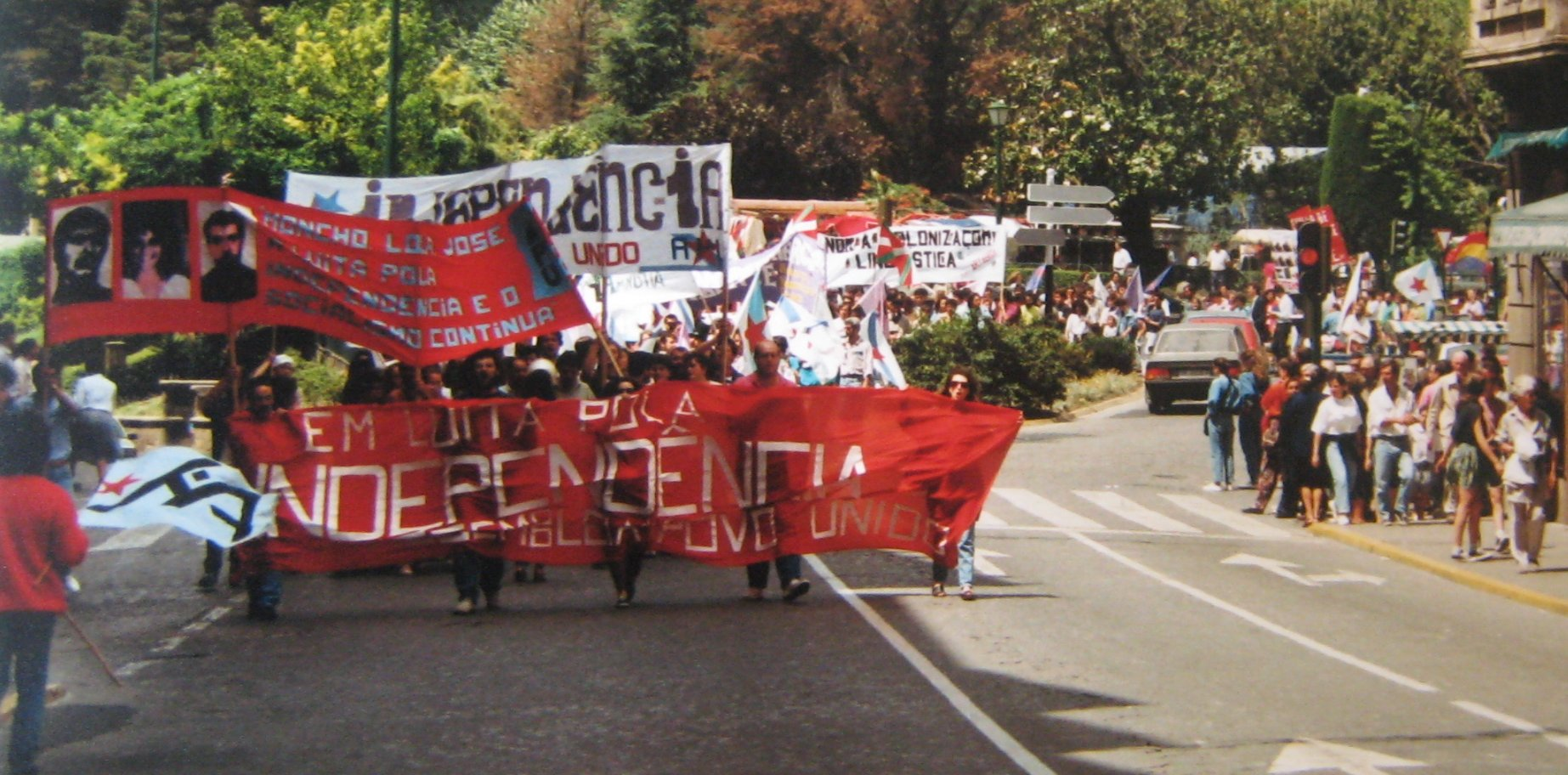
Manifestação convocada pela APU no Dia da Pátria de 1991 em Compostela(Galiza)

A Assembleia do Povo Unido (APU) foi uma organização política galega, que afirma como princípios estratégicos o independentismo, o socialismo e a luta antipatriarcal, constituída em 1989 a partir de uma cisão da primeira Frente Popular Galega, e desaparecida com a sua autodissolução em 1995.  

## Nascimento da APU: princípios político-ideológicos
A Assembleia do Povo Unido nasce em Junho de 1989 a partir de uma FPG em grave crise, fracturada em duas fracções enfrentadas, no seio de um movimento independentista galego em que convivem a referida FPG, o PCLN (Partido Comunista de Libertação Nacional, integrado na anterior), o EGPGC (Exército Guerrilheiro do Povo Galego Ceive, organização armada), os CAR (Comités Anti-repressivos), as JUGA (Juntas Galegas pola Amnistia) e as MNG (Mulheres Nacionalistas Galegas). 

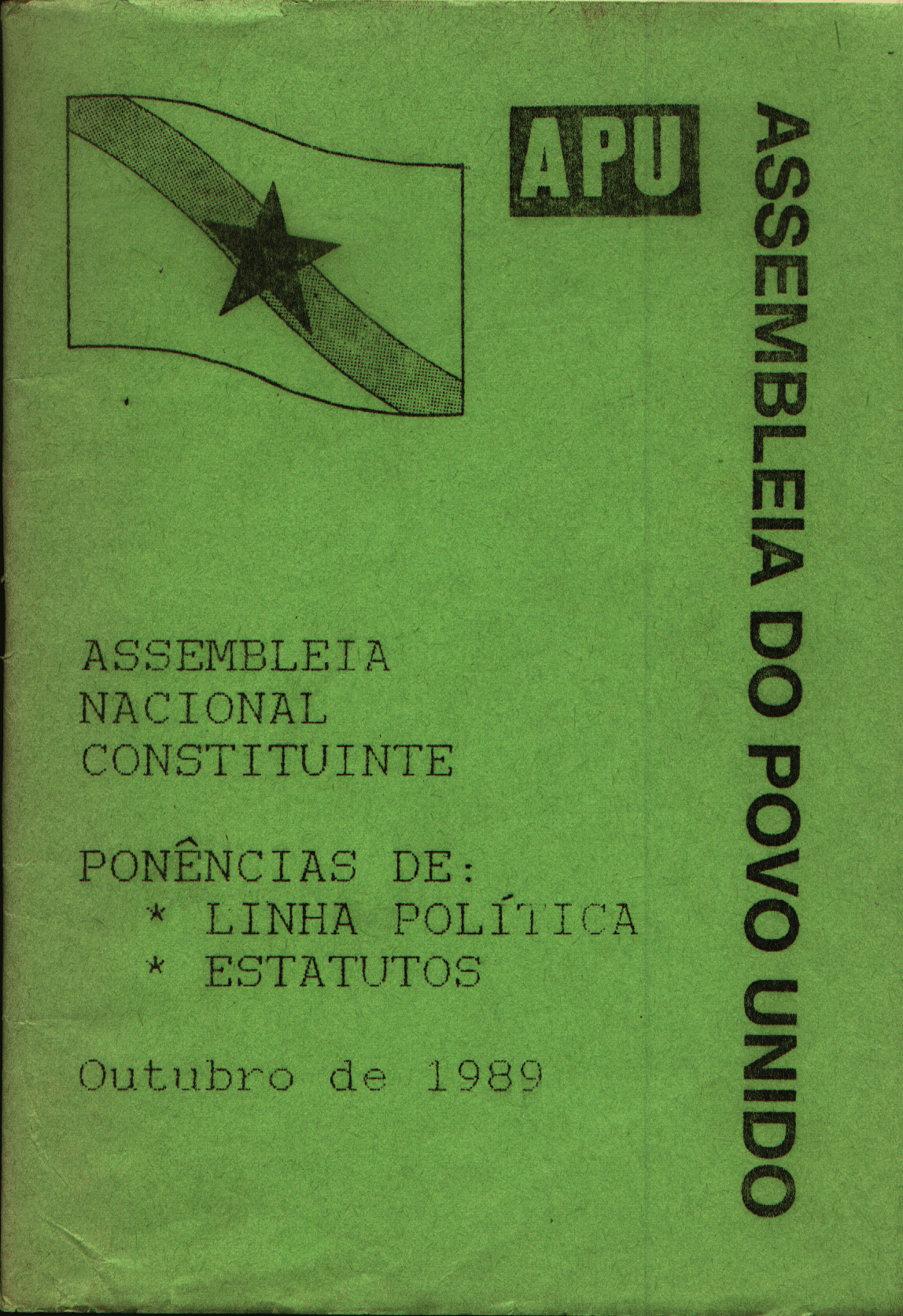
Capa dos textos aprovados na Assembleia Nacional Constituinte da APU, decorrida em Outubro de 1989

A 28 e 29 de Outubro de 89, realizava-se em Santiago de Compostela a Assembleia Nacional Constituinte da APU, que responsabiliza o PCLN pela ruptura da FPG e afirma agrupar a maioria da militância da Frente.
A APU segue o modelo clássico dos movimentos de libertação nacional do Terceiro Mundo, reflectido na tese política fundacional, que leva por título "O avanço revolucionário como soma da luta política e militar", e em que se reivindica a vigência da violência revolucionária para a tomada do poder, a partir de exemplos como Cuba, Argélia, Vietname ou Nicarágua.
Aspira à constituição de uma "Unidade Popular" ou "Frente de Libertação Nacional" que aglutine o "Povo Trabalhador Galego e as classes populares: proletariado industrial, marinheiros, campesinato e pequena burguesia", situando como princípios irrenunciáveis, para integrar essa frente, a "compreensão da luta armada na Galiza e do papel fundamental da mesma no processo de Libertação Nacional", a "Amnistia Total, entendida como a liberdade das presas e presos políticos galegos" e a "elaboração de um programa político, social e económico acorde com os interesses das classes populares". Essa unidade pela libertação nacional proposta pela APU tinha como interlocutores potenciais as outras forças nacionalistas e de esquerda existentes na Galiza da altura: BNG, PSG e FPG, mas nunca chegará a realizar-se.
No plano linguístico, defende e pratica o reintegracionismo (reconhecimento da unidade linguística galego-luso-brasileira), e a plena recuperação funcional do galego-português na Galiza.

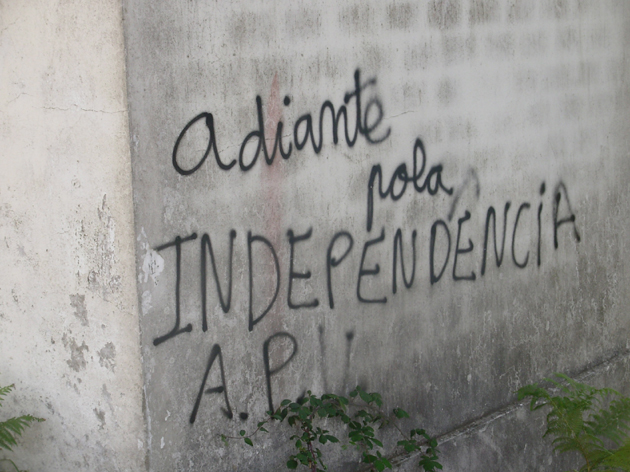
Legenda reivindicativa assinada pela APU, num muro de Ares, escrita em 1992

## Cinco anos de trabalho político e autodissolução
As JUGA serão a sua organização referencial no trabalho anti-repressivo, enquanto as suas militantes fazem trabalho feminista maioritariamente nas MNG. Também terão alguma influência no campo sindical, através da INTG, integrada mais tarde na CIG.
Em 1990 realizam uma campanha em prol da autodeterminação da Galiza. No ano seguinte, apresentam candidaturas municipais em Santiago de Compostela, Ferrol e Vigo, sob a legenda "o independentismo aos concelhos". Há também uma assembleia extraordinária em que se debate a queda dos regimes do Leste Europeu. Em 1992, a INTG expulsa onze militantes da APU acusando-os de apoiarem a luta armada praticada pelo EGPGC nessa altura. No ano seguinte, decorre a III Assembleia Nacional e logo depois lança a campanha "Isto não é Espanha", ao tempo que promove a abstenção nas eleições ao Congresso espanhol desse mesmo ano. Em Outubro do mesmo ano, a APU apresenta-se às eleições ao Parlamento autónomo da Galiza e atinge os 1492 votos. Em 1994 e 1995 tem lugar, em duas partes, a IV Assembleia Nacional. Na segunda, no mês de Fevereiro de 95, aprova-se a dissolução. Dois meses depois, a Justiça reabilita dois militantes da APU expulsos da INTG.
Entre 1989 e 1994, a APU convocou manifestações pelo Dia da Pátria Galega, em 25 de Julho, sob diversas fórmulas. Em 89, conjuntamente com a FPG, sob a legenda "Independência"; em 90, convoca conjuntamente com a FPG, LCR, PCE (M-L) e PCPG ("Autodeterminação, caminho de independência"); em 91, em solitário, com a palavra-de-ordem "Em luta pela independência"; em 92, também em solitário ("Adiante pela independência"); em 93 volta a convocar sozinha ("Porque a Galiza não é Espanha... independência"); e em 94 convoca o seu último 25 de Julho sob a legenda "A Galiza sem medo berra independência". 
A APU Editou 11 números da sua revista nacional, Povo Unido, saindo o primeiro número em Fevereiro de 1990 e o último em Julho de 1994. Em Setembro de 1993, publicou também um "Anteprojecto de Constituição Galega". A perseguição por parte do Estado espanhol condicionou a trajectória da APU durante os seus cinco anos de vida, como projecto político na sociedade galega de fins da década de 80 e a primeira metade da década de 90 do passado século.
Após a autodissolução, parte da militância abandonou a actividade política. Outros sectores continuaram a trabalhar nos âmbitos sindical, feminista, cultural e anti-repressivo. Houve ainda incorporações primeiro ao Bloque Nacionalista Galego e à Frente Popular Galega, e mais tarde também algumas à nova organização política da esquerda independentista galega, NÓS-Unidade Popular.